# 張今盛
張今盛，貴州都勻府人。明朝解元。

## 生平
崇祯九年（1636年），張今盛中式丙子科貴州鄉試第一名舉人（解元），不久英年早逝。其妻江氏，年僅二十二歲，撫養一歲幼子衍緒，終成諸生。